# Sân vận động Bahir Dar
Sân vận động Bahir Dar (tiếng Amhara: ባህር ዳር ስታዲየም) là một sân vận động đa năng chưa được hoàn thành ở Bahir Dar, Ethiopia. Sân được sử dụng hầu hết cho các trận đấu bóng đá mặc dù sân cũng có các cơ sở điền kinh. Sân vận động có sức chứa 60.000 người. Hiện tại, đây là sân vận động lớn nhất cả nước tính theo sức chứa, nhưng hiện đang thiếu chỗ ngồi, mái che hoặc bất kỳ tiện nghi nào, chẳng hạn như khu nhượng quyền hoặc phòng tắm, ngoài các yếu tố cấu trúc bê tông.

## Lịch sử
Việc xây dựng Sân vận động Bahir Dar được bắt đầu vào năm 2008 bởi MIDROC Ethiopia. Vào năm 2015, sân vận động đã nhận được sự công nhận từ CAF và FIFA và tổ chức các trận đấu quốc tế đầu tiên của nó.
Vào tháng 3 năm 2015, sân vận động đã tổ chức trận đấu tranh Cúp Liên đoàn CAF giữa Dedebit F.C. và Côte d'Or của Seychelles. Vào ngày 14 tháng 6 năm 2015, sân vận động Bahir Dar đã tổ chức trận đấu vòng loại Cúp bóng đá châu Phi 2017 giữa Ethiopia và Lesotho. Trận đấu có hơn 70.000 khán giả dự khán, vượt quá sức chứa của sân vận động.
Vào ngày 21 tháng 6 năm 2015, sân vận động Bahir Dar đã tổ chức trận đấu vòng loại Giải vô địch quốc gia châu Phi 2016 giữa Ethiopia và Kenya. Ethiopia đánh bại Kenya trước hơn 60.000 khán giả.
Liên đoàn bóng đá Ethiopia đã thu kỷ lục 1 triệu Birr từ phí vào cổng trận đấu giữa Ethiopia và Lesotho. Do sức chứa lớn của sân vận động và doanh thu lớn mà nó tạo ra, Liên đoàn bóng đá Ethiopia có kế hoạch sử dụng sân vận động Bahir Dar làm địa điểm thi đấu cho đội tuyển quốc gia cho đến khi sân vận động được đề xuất ở Addis Ababa hoàn thành.
Vào tháng 11 năm 2015, Liên đoàn bóng đá Ethiopia thông báo rằng Sân vận động Bahir Dar đã được chọn là một trong ba thành phố đăng cai tổ chức Cúp CECAFA 2015. Sân vận động cũng dự kiến sẽ tổ chức buổi hòa nhạc lớn nhất ở Ethiopia vào ngày 21 tháng 1 năm 2018, với "Wede Fikir Guzo" của Teddy Afro (tạm dịch là 'Chuyến đi đến tình yêu')